# Bollmanella complicata
Bollmanella complicata är en mångfotingart som beskrevs av Shear 1974. Bollmanella complicata ingår i släktet Bollmanella och familjen Conotylidae. Inga underarter finns listade i Catalogue of Life.